# Walt Disney's Comics and Stories
Walt Disney's Comics and Stories, ou simplement Walt Disney's Comics, est une publication américaine regroupant des histoires des univers Disney tels que Donald Duck, Mickey Mouse, Oncle Picsou, Tic et Tac, Winnie l'ourson sous la forme de comics.
C'est la publication Disney la plus ancienne et la plus longue sur la durée, devenant un peu l'emblème aux États-Unis des publications Disney, à l'image de Topolino en Italie, du Journal de Mickey en France ou Aku Ankka en Finlande. Elle a débuté en octobre 1940 au prix initial de 10 cents l'exemplaire.
L'un des pics de publication eut lieu en septembre 1952 avec plus de 3 millions d'exemplaires vendus.
Depuis le numéro 600, la publication sort sous la forme de volume "prestige". Le 21 janvier 2015, Disney accorde une licence à l'éditeur IDW Publishing pour reprendre des publications Disney aux États-Unis dont Uncle Scrooge en avril 2015, une série Donald Duck en mai, une Mickey Mouse en juin et Walt Disney's Comics and Stories en septembre,,.

## Historique des publications
- Dell Comics (1940-1962) #1-264
- Gold Key Comics (1962-1984) #265-510 (#474-510 sous le label "Whitman")
- Gladstone Publishing (1986-1990) #511-547
- Disney Comics (1990-1993) #548-585
- Gladstone Publishing (1993-1998) #586-633
- Gemstone Publishing (juin 2003-novembre 2008) #634-698
- Boom! Studios (septembre 2009-juin 2011) #699-720
- IDW Publishing (juillet 2015) #721